# Mikania ovalis
Mikania ovalis là một loài thực vật có hoa trong họ Cúc. Loài này được (Kuntze) Griseb. mô tả khoa học đầu tiên năm 1861.